# Flabellum magnificum
Flabellum magnificum är en korallart som beskrevs av Marenzeller 1904. Flabellum magnificum ingår i släktet Flabellum och familjen Flabellidae. Inga underarter finns listade i Catalogue of Life.